# Javier Calamaro
Javier Calamaro (Buenos Aires, 22 de julio de 1965) es un cantante, músico y presentador argentino, hermano menor del también músico Andrés Calamaro.

## Biografía
Javier Calamaro empezó su carrera como miembro de la banda Frappe con la que editó un álbum homónimo en 1984, luego pasó a El Corte, con la que editó dos álbumes entre los años 1986 y 1987. Tras la separación de El Corte, en 1988, Javier Calamaro se une al Gitano Herrera y forman Los Guarros. Con esta banda obtuvo una gran repercusión, editando siete discos y teloneando artistas internacionales como Joe Cocker, Brian May o Guns N' Roses. Tras diez años, Los Guarros se separan y Javier Calamaro emprende su carrera solista.
En 1998, edita su primer disco solista (editado por Sony BMG) llamado Diez de corazones. Con este disco debut permaneció durante mucho tiempo en los primeros lugares del ranking argentino, impulsado en parte por el éxito del corte de difusión Sweet Home Buenos Aires (adaptación al español de Sweet Home Alabama) a dúo con Charly García. Otro corte muy exitoso de este álbum fue la milonga Sin ser valiente, en la cual Javier demuestra todo su poder como vocalista. Por otra parte, el corte Navegar fue tomado como cortina musical para la telenovela argentina Vulnerables.
En 2000 edita Quitapenas, que cuenta con grandes éxitos como «Imágenes paganas» (la versión del grupo Virus) y el tema homónimo.
Su siguiente material fue "Iluminado", grabado en vivo en 2001 en La Trastienda Club, en el cual interpreta temas de su etapa en Los Guarros y como solista. Participan invitados como León Gieco y la cantante española María Bestar.
En 2002 edita su primer recopilatorio, llamado Lo mejor con un tema hasta entonces inédito «Euforia y furia».
Un año más tarde edita Kimika. Pero la sorpresa la daría en 2006 cuando realiza un álbum de tangos: Villavicio.
"Este minuto" (2010) fue registrado junto a su banda Los Piratas en los Estudios ION de Buenos Aires. Incluye tres dúos: con David Lebón, con Jorge Serrano (en una versión de Los Auténticos Decadentes) y junto a su hermano Andrés, en el tema que le da nombre al trabajo.
En el año 2014 edita su octavo disco La vida es afano, siendo el segundo álbum donde Javier incursiona nuevamente en el tango.
A finales del años 2015 publica su Noveno disco llamado "Próxima vida". Un álbum lleno de amor visceral, como el propio Javier lo mencionó en varias notas de prensa. Canciones como "Próxima vida", "Tu rey" o "Parte de mí" son una muestra de ello. El disco incluye, además, un dueto con su hermano Andrés "Bésame mucho".
El 24 de julio de 2020 lanzó Cuarentennial, su nuevo álbum grabado durante un concierto en vivo vía livestreaming que dio desde el living de su casa junto al maestro Leandro “Chapa” Chiappe en los teclados y programaciones. Este material cuenta con un videoclip por cada una de las 10 canciones que componen el repertorio.
En diciembre del 2021 edita "El Regalo" un recopilatorio de nuevas versiones de sus clásicos. Conteniendo tres temas inéditos "La cocina", "Ingravidez" y el "El regalo". El 6 de octubre del 2023 edita Subversiones, un álbum de versiones, grabado en su estudio. El disco incluye versiones de rock argentino, tangos y algunos de sus clásicos propios.

## Discografía

### Álbumes
- Diez de corazones, 1998
- Quitapenas, 2000
- Iluminado, 2001 (vivo)
- Lo mejor, 2002 (recopilatorio)
- Kímika, 2003
- Villavicio, 2006
- Este minuto, 2010
- La vida es afano, 2014
- Próxima vida, 2015
- Cuarentennial, 2020 (vivo)
- El Regalo, 2021 (recopilatorio nuevas versiones)
- Subversiones, 2023 (versiones de rock Argentino + tangos)

## Televisión
Como Conductor
- Concierto Extremo (Canal siete) (2019)
- La cocina de los Calamaro (Canal 9) (2021-2023)